# Not in Portland
Not in Portland (titulado "No en Portland" en España y No tan cerca de Portland en Latinoamérica) es el séptimo episodio de la tercera temporada de la serie Lost. Jack tiene en su mano el destino de Ben. Mientras tanto, Kate y Sawyer encuentran a un aliado en uno de Los Otros. Juliet toma una decisión espantosa que podría poner en peligro su categoría con los demás. 

## Trama

### En las Islas
Sawyer y Kate, se liberan de Pickett y su acompañante. Mientras Sawyer y Kate corren por la isla, ellos y Pickett intercambian disparos. Cuando Sawyer y Kate, creen que ya se encuentran a salvo, aparece el misterioso compañero de Pickett. Él está decidido a dispararles, pero en ese momento al acompañante de Pickett le llega una pedrada lanzada por Alexandra "Alex" Rousseau, la hija de Danielle Rousseau.
Sawyer, como siempre con sus apodos, le pone a Alex Xena. Sawyer y Kate hacen un trato con Alex, el trato es que si Sawyer y Kate ayudan a Alex a salvar a su novio Karl (el que sale en el capítulo Historia de dos ciudades y al cual Sawyer le dice Chachi), Alex le prestará un bote para que salgan de la segunda isla.
Mientras tanto en la sala de cirugía, Ben se despierta durante la operación, y le dice a Jack que lo deje a solas con Juliet. Después de que Ben habla con Juliet, ésta le dice a Jack que ha estado en la isla 3 años, dos meses y 28 días (corresponde a la fecha, según el calendario de Lost, 5 de septiembre de 2001), y si Jack hace la operación, Ben dejará salir de la isla a Jack y Juliet.
Mientras tanto, Sawyer, Kate y Alex, llegan a otra estación de la Iniciativa DHARMA, Sawyer golpea al guardia que vigila esa estación. Entran y ven a Karl sentado en una silla, con lentes viendo unas imágenes que no son descriptibles, hasta Sawyer queda un poco aturdido con las imágenes. Consiguen sacar a Karl de ahí, y lo prometido es cumplido, Alex les pasa un bote para que se vayan de la isla.
Cuando Sawyer y Kate se encuentran a salvo, llegan Pickett y su famoso acompañante disparándoles a los 2 supervivientes del vuelo 815 de Oceanic. Pero en ese momento aparece Juliet, y por fin Danny Pickett yace muerto, porque la misteriosa Juliet lo mata. Y así Sawyer y Kate se van a la isla principal.

### Flashback
Juliet es doctora en Miami, tiene una hermana enferma de cáncer. Ella quiere que su hermana se quede embarazada e ir a trabajar a un centro de investigación biológico. 
Ella utiliza las herramientas que tiene a su alcance para conseguir su objetivo. Pero su exmarido es su jefe, y le hace la vida imposible. 
Tras la visita de un hombre que trabaja para Mittelos Bioscience, todo cambiará. Ella le dice a ese hombre que su exmarido le hará la vida imposible, no la dejara aceptar esta oferta... a menos que un autobús lo atropellara. Mientras Juliet ve cruzar la calle a su exmarido, un autobús lo atropella. ¿Deseo cumplido?. Efectivamente, las personas de DHARMA vuelven a ver a Juliet, para insistir en que vaya a trabajar con ellos y le dicen que el accidente de su exmarido fue solo un accidente y que no se sienta culpable.

## Nombre del Capítulo
Del FLASHBACK de Juliet deriva el título, No en Portland, ya que en la primera entrevista se le comenta a Juliet que el trabajo de investigación se realizaría en Portland, pero en realidad no es Portland.